# T-7 (cohete)
T-7 es una familia de cohetes sonda chinos desarrollados a finales de los años 1950. Los T-7 fueron los primeros cohetes sonda chinos, y fueron construidos con tecnología propia. La versión básica tenía una etapa y consumía combustible líquido. Versiones posteriores cambiaron a combustible sólido.
El desarrollo comenzó en octubre de 1959 por parte de un equipo del Instituto de Shanghái de Diseño Electromecánico dirigido por Wang Xi Ji. El primer paso consistió en la construcción y prueba de un modelo a escala, el T-7M, cuyos ejemplares fueron lanzados desde la zona costera de Laoqong, cerca de Shanghái. El primer lanzamiento exitoso de un T-7M tuvo lugar el 19 de febrero de 1960, alcanzando 8 km de altura. En diciembre de 1960 se alcanzaron los 9,8 km añadiendo unos aceleradores de combustible sólido.
El trabajo sobre la versión completa del T-7 comenzó en marzo de 1960, iniciándose la construcción de la rampa de lanzamiento en un área montañosa de Guangde en la zona sur de la provincia de Anhui. El T-7 no tenía sistema de guiado y disponía de pequeños aceleradores sólidos. El primer lanzamiento exitoso de un T-7 tuvo lugar el 13 de septiembre de 1960. El 23 de noviembre de 1961, tras varias pruebas, el cohete alcanzó la altura para la que fue diseñado, 58 km, donde realizaría medidas de temperatura, presión, densidad y velocidad del viento.
El sistema de telemetría fue desarrollado por el Instituto de Automatización de la Academia China de Ciencias y el sistema de seguimiento por el Instituto de Geofísica.

## Versiones

### T-7
La versión básica. Fue lanzado 14 veces entre el 19 de febrero de 1960 y el 1 de julio de 1969.

#### Especificaciones
- Carga útil: 25 kg
- Apogeo: 58 km
- Diámetro: 0,45 m
- Longitud total: 8 m

### T-7A
En esta versión la carga útil podía ser recuperada mediante paracaídas y reutilizada. Entre otras, realizó investigaciones geofísicas, como la medición de la densidad de electrones en la ionosfera y la medición de rayos cósmicos mediante tubos Geiger. También se utilizó para lanzar animales, como ratas, ratones, moscas de la fruta y perros.
Fue lanzado 3 veces, entre el 1 de diciembre de 1963 y el 1 de julio de 1969.

#### Especificaciones
- Carga útil: 170 kg
- Apogeo: 60 km
- Empuje en despegue: 46 kN
- Diámetro: 0,45 m
- Longitud total: 10 m

### T-7M
Modelo de pruebas a escala del T-7.

#### Especificaciones
- Apogeo: 10 km
- Empuje en despegue: 2 kN
- Diámetro: 0,45 m
- Longitud total: 5,3 m